# チョーン・セック

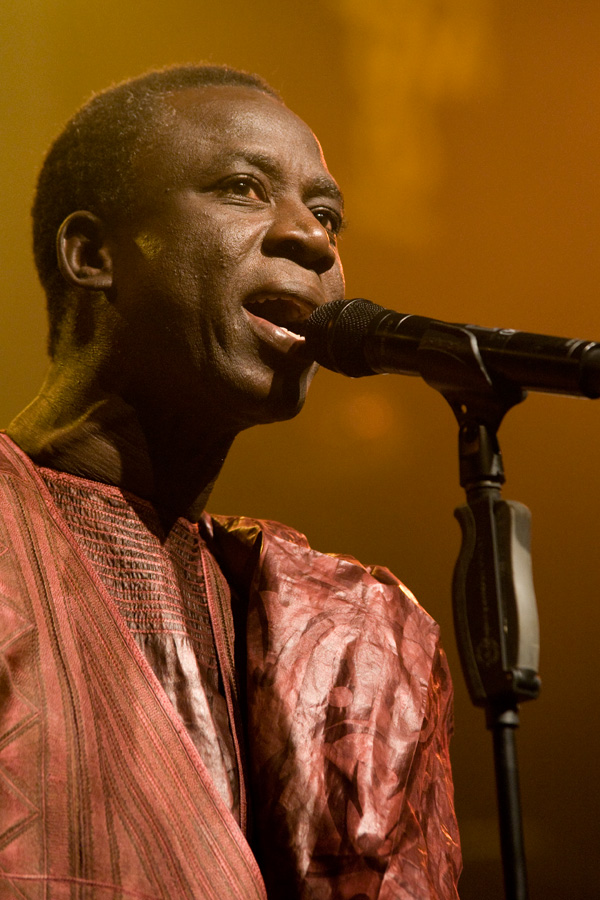
チョーン・セック

チョーン・セック（Thione Seck, 1955年3月12日 - 2021年3月14日）は、セネガルの歌手。ユッスー・ンドゥールと並び、セネガルを代表する歌手の1人として活動している。
セネガルには「オルケストル・バオバブ」（オーケストラ・バオバブ）という有名な音楽グループがあり、セックは1970年代後半にオルケストル・バオバブのリード歌手を務めていた。その後、自身のグループ「ラーム・ダーン」を結成。
彼はこれまでに3枚のオリジナル・アルバムを発表しているが、2005年に発表した最新アルバム『オリヤンティシム』（Orientation）により、世界的にも高い評価を得るようになった（それまでの彼は、あくまでセネガル国内の人気歌手と言われたという）。このアルバムは、イギリス・BBCラジオ3主催の2006年度「ワールド・ミュージック・アルバム・オブ・ザ・イヤー」にノミネートされ、彼のアルバムとしては初めて日本盤もリリースされた。

## アルバム
- 『ダーリー』 Daaly
- 『15記念ライブ』 XV Anniversary Live!
- 『オリヤンティシム』 Orientation